# آلن هاروی
آلن هاروی (انگلیسی: Alan Harvey؛ زادهٔ ۱۱ آوریل ۱۹۴۲) بازیکن فوتبال اهل کانادا است.
وی همچنین در تیم ملی فوتبال کانادا بازی کرده‌است.